# Arthur Lenne
Arthur Lenne (* 2. Mai 2001 in Colmar) ist ein französischer Handballspieler.

## Karriere

### Verein
Arthur Lenne lernte das Handballspielen bei Sélestat AHB. In der Saison 2018/19 bestritt der 1,94 m große Kreisläufer seine ersten Spiele in der zweiten französischen Liga (Pro D2). Seit Sommer 2019 steht er beim französischen Rekordmeister Montpellier Handball unter Vertrag. In der Saison 2019/20 wurde er noch ausschließlich in der zweiten Mannschaft in der dritten Liga (Nationale 1) eingesetzt. Seit 2020 gehört er zum Kader der Profimannschaft in der Starligue. Mit Montpellier nahm er an der EHF European League 2020/21 und der EHF Champions League 2021/22 teil. Mit Montpellier gewann er 2025 die Coupe de France.

### Nationalmannschaft
In der französischen A-Nationalmannschaft debütierte Lenne beim 26:31 gegen Dänemark am 6. November 2021 in Trondheim. Einen Tag darauf gewann er mit Frankreich gegen Norwegen mit 31:25. Bisher bestritt er diese zwei Länderspiele, in denen er zwei Tore erzielte.

## Privates
Sein älterer Bruder Yanis Lenne (* 1996) ist französischer Nationalspieler und spielt ebenfalls bei Montpellier.